# Live in Marciac
Live in Marciac från 2011 är ett soloalbum med den amerikanske jazzpianisten Brad Mehldau. Det spelades in i augusti 2006 under jazzfestivalen i Marciac i södra Frankrike.

## Låtlista
Musiken är skriven av Brad Mehldau om inget annat anges.

### Cd 1
1. Storm – 4:30
2. It's All Right with Me (Cole Porter) – 5:22
3. Secret Love (Sammy Fain/Paul Francis Webster) – 7:13
4. Unrequited – 8:21
5. Resignation – 10:26
6. Trailer Park Ghost – 10:11
7. Goodbye Storyteller (for Fred Myrow) – 7:30
8. Exit Music (for a Film) (Radiohead) – 7:47

### Cd 2
1. Things Behind the Sun (Nick Drake) – 7:48
2. Lithium (Kurt Cobain) – 4:31
3. Lilac Wine (James Alan Shelton) – 9:18
4. Martha My Dear (John Lennon/Paul McCartney) – 6:55
5. My Favorite Things (Richard Rodgers/Oscar Hammerstein) – 6:30
6. Dat Dere (Bobby Timmons) – 5:29

## Medverkande
- Brad Mehldau – piano

## Listplaceringar
| Lista (2011) | Topplacering |
| ------------ | ------------ |
| Frankrike    | 168          |